# Альварес, Сантьяго
Сантья́го А́льварес Рома́н (исп. Santiago Álvarez Román; 8 марта 1919, Гавана, Куба — 20 мая 1998, там же) — кубинский кинорежиссёр, сценарист, кинопродюсер, монтажёр и актёр. Почётный член Академии искусств ГДР с 1975 года.

## Биография
Окончил Колумбийский и Гаванский университеты. Участник движения против режима Фульхенсио Батисты. В 1959 году становится одним из основателей ИКАИКа. С 1976 года — советник министра культуры Кубы. В 1961—1967 — руководитель отдела короткометражных фильмов. Снял более 70 документальных картин, многие из которых получили награды на престижных международных кинофестивалях. В 1983 году поставил игровую ленту «Беглецы в пещере мёртвых».
Умер вследствие болезни Паркинсона. Похоронен на гаванском кладбище Колон.

## Память
Изображён на кубинской почтовой марке 2009 года.
В его честь ежегодно проводится Международный документальный фестиваль Santiago Álvarez in Memoriam.

## Избранная фильмография

### Режиссёр
- 1960 — Латиноамериканская хроника ИКАИКа / Noticiero ICAIC Latinoamericano (к/м)
- 1961 — Эскамбрей / Escambray (к/м)
- 1962 — Смерть интервенту! / Muerte al invasor (к/м, с Томасом Гутьерресом Алеа)
- 1962 — / Forjadores de la paz (к/м)
- 1963 — Циклон / Ciclón (к/м)
- 1964 — / Primeros juegos deportivos militares (к/м)
- 1965 — Сейчас / Now (к/м)
- 1965 — Куба, 2 января / Cuba, 2 de enero (к/м)
- 1966 — Апрель в Хироне / Abril de Girón (к/м)
- 1967 — Всегда к победе / Hasta la victoria siempre (к/м)
- 1967 — Забытая война / La guerra olvidada (к/м)
- 1968 — Ханой, вторник 13 / Hanoi, martes 13 (к/м)
- 1968 — / LBJ (к/м)
- 1969 — Взлёт в 18.00 / Despegue a las 18:00 (к/м)
- 1969 — 79 вёсен[1] / 79 primaveras (к/м)
- 1970 — Сон Понго / El sueño del pongo (к/м)
- 1971 — Как и почему убили генерала? / ¿Cómo, por qué y para qué se asesina a un general? (к/м)
- 1973 — Тигр прыгнул и убил, но он умрёт… он умрёт… / El tigre saltó y mató, pero morirá… morirá… (к/м)
- 1974 — / Rescate (к/м)
- 1975 — Первый делегат / El primer delegado (к/м)
- 1975 — Апрель во Вьетнаме в Год кошки / Abril de Vietnam en el año del gato (к/м)
- 1976 — Умереть за Родину — значит жить / Morir por la patria es vivir (к/м)
- 1976 — / El tiempo es el viento (к/м)
- 1976 — Луанда / Luanda ya no es de San Pablo (к/м)
- 1976 — Мапуту / Maputo meridiano novo (к/м)
- 1977 — Мой брат Фидель / Mi hermano Fidel (к/м)
- 1979 — Я верю в тебя / Tengo fe en ti (к/м)
- 1980 — / El mayo de las tres banderas (к/м)
- 1980 — / Lo que el viento se llevó (к/м)
- 1980 — Селия — дочь народа / Celia, imagen del pueblo
- 1980 — / La guerra necesaria
- 1982 — / Nova sinfonía
- 1982 — / A galope sobre la historia
- 1983 — Беглецы в пещере мёртвых / Los refugiados de la cueva del muerto
- 1984 — / El soñador del Kremlin
- 1985 — / Taller de la vida
- 1987 — / Brascuba

### Сценарист
- 1967 — Всегда к победе / Hasta la victoria siempre (к/м)
- 1968 — Ханой, вторник 13 / Hanoi, martes 13 (к/м)
- 1969 — 79 вёсен / 79 primaveras (к/м)
- 1980 — / La guerra necesaria

### Актёр
- 1992 — Очаровательная ложь / Adorables mentiras

### Монтажёр
- 1962 — Смерть интервенту! / Muerte al invasor (к/м)

## Награды
- 1962 — премия кинофестиваля в Лейпциге («Смерть интервенту!»)
- 1963 — главный приз кинофестиваля в Лейпциге («Циклон»)
- 1967 — главный приз кинофестиваля в Лейпциге («Ханой, вторник 13»)
- 1967 — приз Пятого Московского международного кинофестиваля («Ханой, вторник 13»)
- 1969 — приз ФИПРЕССИ кинофестиваля в Лейпциге («Взлёт в 18.00»)
- 1971 — приз VII Московского международного кинофестиваля («Как и почему убили генерала?»)
- 1973 — Специальный приз кинофестиваля в Лейпциге («Тигр прыгнул и убил, но он умрёт… он умрёт…»)